# Auriana Lazraq-Khlass
Auriana Lazraq-Khlass (22 aprile 1999) è una multiplista francese.

## Biografia
Vincitrice dei campionati nazionali francesi di eptathlon nel 2024, nello stesso anno e nella medesima disciplina ha vinto la medaglia d'argento agli Europei di Roma.

## Palmarès
| Anno | Manifestazione  | Sede   | Evento    | Risultato | Prestazione | Note                          |
| ---- | --------------- | ------ | --------- | --------- | ----------- | ----------------------------- |
| 2024 | Europei         | Roma   | Eptathlon | Argento   | 6 635 p.    | Miglior prestazione personale |
| 2024 | Giochi olimpici | Parigi | Eptathlon | 16ª       | 6 110 p.    |                               |